# Age of Wonders

Age of Wonders — це покрокова стратегічна відеогра 1999 року, спільно розроблена Triumph Studios і Epic MegaGames і видана Gathering of Developers. Це перша гра з серії Age of Wonders.
Гра пройшла тривалий цикл розробки і спочатку її планувалося видавати під назвою World of Wonders. У 1997 році студія-розробник відмовилась від усіх минулих напрацювань і почала робити гру заново, результатом чого стала Age of Wonders.
Age of Wonders отримала позитивні відгуки, проте мала невеликий комерційний успіх, по всьому світу загалом продалося 200 000 копій гри до 2001 року. Вона започаткувала однойменну франшизу, а потім отримала продовження: Age of Wonders II: The Wizard's Throne, Age of Wonders: Shadow Magic, Age of Wonders III та Age of Wonders 4. Age of Wonders: Planetfall використовує ті самі основи ігрового процесу, проте тематично й сюжетно відокремлена. У 2010 році перша гра була перевипущена на GOG.com і Steam.

## Ігровий процес

### Основи
Age of Wonders — це покрокова стратегічна гра, дія якої відбувається з ізометричної перспективи, мапа гри складається з шестикутних клітинок, на кожній з яких зазвичай міститься один об'єкт. Війська на клітинках можна об'єднати в групи (також відомі як партії або стеки) до восьми одиниць; одна така група займає одну клітинку на мапі. Міста займають від однієї до чотирьох клітинок, а інші структури зазвичай займають одну. Підрозділи в грі мають обмежену кількість очок руху, які відновлюються на початку кожного кроку гравця. Використовуються дві системи кроків: послідовна (або «класична»), коли гравці ходять по черзі; або одночасна, коли всі пересувають бійців водночас. На практиці дії в останній системі додаються та виконуються через чергу.
У грі є кампанія для одного гравця, у яку можна грати з двох сторін (з моменту випуску ігровою спільнотою було створено більше кампаній), а також багато мап, як вже доданих до гри, так і створених користувачами, у які можна грати в режимі «Hotseat» через локальну мережу, за допомогою Інтернету або через електронну пошту (PBEM). В одній грі можуть брати участь до 12 гравців, залежно від ігрової мапи. Одночасні кроки не доступні для гри через електронну пошту та у режимі «Hotseat».
Кожен гравець грає за певну расу, у грі їх налічується 12. Не всі з них можуть бути доступними на певній мапі, а з тих, що є, не всі придатні для гри. Список рас включає: традиційних фантастичних ельфів, людей-ящерів, людей, гоблінів, темних ельфів, невмерлих, орків, гномів і напіврослів, а також кілька унікальних, таких як: морозники, азраки та високі люди. Раси, а також бійці, що не належать до жодної конкретної раси, такі як дракони та гіганти, мають певну моральну орієнтацію, яка може бути доброю, нейтральною або лихою. Відповідно до їх орієнтації та деяких інших чинників, міста та незалежні створіння однієї раси можуть бути дружніми чи ворожими щодо іншої раси. Це може проявлятися по-різному; наприклад, місто орків навряд чи здасться ельфам, а якщо його підкорять, може повстати, якщо в ньому немає сильної військової присутності, щоб пригнічувати населення. Бійці ворогуючих рас будуть воювати один з одним навіть в одній групі, матимуть нижчий моральний дух і, швидше за все, дезертируватимуть. Расові стосунки можна покращити актами доброї волі щодо інших рас, наприклад покращенням їхніх міст, або погіршити шляхом руйнування, пограбування чи змусити мігрувати місто, що належать до цієї раси. Дипломатія також впливає на це. Союз з однією расою може вплинути на ставлення до гравця в іншої раси. Є також чари, які мають глобальний вплив на расові відносини.
У грі присутні як головні ресурси золото і мана,. Золото використовується для: виклику бійців, придбання героїв, міст (та їх поліпшення), чарів (у вежі чарівника). Мана використовується для: створення та дослідження чарів, використання вівтарів для насилання особливо потужних заклять. Бійців можна викликати в містах, що вищий рівень міста, то просунутіших бійців можна викликати. Також можна найняти блукаючі, незалежні (не належні жодному гравцеві) групи, якщо вони позитивно ставляться до гравця. Бійці можуть мати різну силу, що відображається їхнім рівнем, який може варіюватися від 1 до 4. Підконтрольні гравцеві бійці вимагають певної кількості золота кожного ходу для утримання, розмір якого залежить від їх рівня. Призвані створіння використовують ману для підтримки замість золота. Бійці отримують досвід за знищення інших бійців, кількість досвіду залежить від кількості вбитих, а також від їх рівня — рівень убитого ворога — це кількість отриманого досвіду. Набувши певну кількість досвіду, група отримує спочатку срібну медаль, а потім золоту. Бійці вищого рівня потребують більше досвіду, щоб отримати медалі, медалями вони отримують незначне збільшення своїх основних параметрів або іншим чином покращують свої бойові характеристики.
Особливий тип бійців — герой. Його можна найняти лише тоді, коли він випадковим чином з'являється в одному з міст гравця. Герої заробляють очки досвіду, як і всі інші; однак замість того, щоб отримати за це медалі, вони отримують рівні максимум до 30 рівня. Після досягнення наступного рівня вони отримують певну кількість балів здібностей, які потім гравець може витратити на покращення їх параметрів і навчання особливим навичкам. Ця система балів подібна до тієї, що використовується в багатьох інших рольових відеоіграх. На додаток до цього, герої є єдиними створіннями в грі, які можуть вивчити особливу здібність «Чаклування». Цю здібність можна покращити з рівня I до рівня V. Кожен рівень дає більше очок відновлення мани/досліджень, а також збільшує очки дії, що дозволяє герою використовувати більше/потужніших чарів кожного кроку. Деякі чари вимагають багатьох кроків для виклику навіть з V рівнем «Чаклування». Герої не можуть викликати чари разом — кожен має творити їх окремо. На відміну від звичайних бійців, героїв можна підняти з мертвих магічними засобами, хоча це й значно знизить їхній моральний дух.
По всій мапі хаотично розташовані вівтарі. Вони заряджені різною магією та можуть використовуватися як великомасштабна зброя. Щоб вести вогонь з вівтаря, гравець повинен спочатку взяти його під свій контроль, потім націлитися на клітинку на мапі (в певному діапазоні), а потім клацнути, щоб накласти заклинання на цільову зону. Для цього вівтарю необхідно 500 одиниць мани. Кожен крок вони накопичують 50 зарядів мани, що вимагає 10 кроків для повного зарядження. Гравці з достатньою кількістю мани можуть використати вівтар кілька разів поспіль без перезарядки.
Чари поділяються на три види: благословіння бійців, які їх лише підсилюють, бойові заклинання, які використовуються для безпосереднього завдання шкоди ворогу або його послаблення під час бою, і глобальні заклинання, які можуть впливати на місцевість, структури та групи на глобальній ігровій мапі або викликати магічні створіння на допомогу гравцеві. Усі вони мають різну вартість мани залежно від того, наскільки вони просунуті, а деякі з потужніших благословінь та глобальних чарів можуть потребувати більше одного ходу для виклику. Також доступні контрчари для блокування та розвіювання благословінь та глобальних чарів. Крім того, кожне заклинання належить до однієї з восьми сфер магії: Життя, Смерть, Повітря, Земля, Вогонь, Вода, Космос, Таємниця/Хаос. Мана, магічна енергія, необхідна для вивчення та виклику чарів, надходить із магічних вузлів. Деякі з них є загальними та надають однакову (хоча й невелику) кількість мани для чарівника будь-якої сфери. Інші пов'язані з одним із елементальних планів і надають лише певний вид енергії; таким чином, наприклад, вузол Вогню може використовувати тільки гравець, який обрав сферу Вогню. Герої зі здатністю «Чаклування» самостійно генерують ману, як і король/лідер.

### Бій
Бій ініціюється тим, що один гравець намагається перемістити групу на клітинку, зайняту іншою групою. Якщо гравці перебувають у стані війни, нападник має можливість вибрати тактичний бій, коли гравці пересувають окремі одиниці на невеликій мапі, що представляє поле бою, або автоматичний («швидкий») бій, де комп'ютер визначає, як відбувалася бій місце, зваживши параметри атаки, захисту та руху кожної сторони. Тактичний бій доступний лише на картах для одного гравця, проти нейтральних гравців у іграх електронною поштою, та (необов'язково) проти гравців-людей у живих багатокористувацьких іграх. Обидва види бою використовують систему послідовного крокування.
Чари, крім глобальних, можна викликати під час бою. Бойові чари можуть націлюватися на бійця або усю групу ворога разом, завдаючи їм шкоди або тимчасово послаблюючи їх. Послаблення зазвичай виникають разом із прямим ушкодженням і варіюються від короткочасного паралічу до отруєння чи прокляття. Більшість чарів мають максимальну визначену дальність дії. Усі дистанційні атаки (включно з деякими типами чарів) і деякі удари ближнього бою можуть призвести до дружнього вогню. Наприклад, лучник, який пускає стрілу в ціль, може вразити та поранити дружнього бійця, якщо він знаходиться на лінії вогню. Дерева, будівлі та інші перешкоди, розкидані навколо бойових карт, також перешкоджають дальнім атакам, та пересуванню, їх можна використовувати на свою користь з великим ефектом.
Параметри бійця та спеціальні здібності відіграють важливу роль у бою. Атака зіставляється з захистом цілі, щоб визначити, чи було влучання, а потім завдана шкода визначає кількість очок здоров'я, які ціль втрачає. Деякі наступальні чари мають натомість подолати опір цілі або ще й захист. Фізичні атаки (такі як стрільба з лука) спрямовані на захист, тоді як інші атаки (такі як отруйні плювки) спрямовані на опір. Однакова кількість очок атаки нападника та захисника противника означають 50 % шанс влучити, і для кожного очка різниці між атакою та захистом це змінюється на 10 % (але до мінімуму 10 % або максимуму 90 %). Хоча зазвичай завдається лише фізична шкода, іноді атаки воїнів мають частково або повністю магічний характер і можуть призвести до додаткових негативних наслідків для цілі: вогняний удар може підпалити ціль, удар блискавки може паралізувати її, і так далі. Водночас бійці часто мають додатковий спротив та/або імунітет проти певних форм атак. Спротив зменшує шкоду від цього ефекту на 50 %, наприклад, блискавка зі стрільбою II (уміння покращити атаку/шкоду від дальньої атаки) має 7 очок атак 4 очка шкоди, але завдає максимум 2 шкоди проти бійця з спротивом від блискавок, і 0 очок шкоди проти бійця з імунітетом від блискавки.

## Розробка
Age of Wonders пройшла тривалий цикл розробки. Марк Ашер з CNET Gamecenter пожартував, що «гра була в розробці з тих пір, як програмування комп'ютера було справою пробивання дірок у картах». Спочатку гра створювалась під назвою World of Wonders для MS-DOS, а пізніше перейшла на платформу Windows 95. Команда зрештою відмовилася від першої версії гри в 1997 році, що призвело до випуску Age of Wonders. Спочатку гра включала кілька елементів рольової відеоігри, які випадали, коли реалізовувалася ідея одночасних кроків.
Музичні файли в Age of Wonders містяться в Impulse Tracker(. IT) і були написані Міхілем ван ден Босом, який також писав для інших відомих ігор, таких як Deus Ex і серія ігор Unreal . В грі наявні 20 основних мелодій, а також 4 інші мелодії, які програються під час різних ігрових ситуації. 21-ша мелодія під назвою «In The Company of Elves» була включена в демо-версію Age of Wonders, але не в фінальну редакцію. У демо-версії всі пісні, крім заголовної, були у форматі Scream Tracker(.s3m).

## Оцінки критиків
| Агрегатор    | Оцінка |
| ------------ | ------ |
| GameRankings | 82%    |

| Видання                      | Оцінка  |
| ---------------------------- | ------- |
| CNET Gamecenter              | 8/10    |
| Computer Games Strategy Plus | [ 9 ]   |
| Computer Gaming World        | [ 10 ]  |
| Eurogamer                    | 9/10    |
| Game Informer                | 7.75/10 |
| GameFan                      | 85%     |
| GamePro                      | [ 14 ]  |
| GameRevolution               | B+      |
| GameSpot                     | 8.6/10  |
| GameSpy                      | 87%     |
| IGN                          | 8.8/10  |
| Next Generation              | [ 19 ]  |
| PC Accelerator               | 8/10    |
| PC Gamer (США)               | 91%     |

Гра мала схвальні відгуки на агрегаторі оглядів GameRankings. Рецензент видання IGN Джейсон Бейтс написав: «Якщо вас цікавлять покрокові стратегічні ігри на фентезійну тему, візьміть цю гру». Бейтс похвалив багато ігрових особливостей, включаючи відео графіку, ігрові механіки, редактор і онлайн гру, але сказав, що музика не надихає, і назвав звукові ефекти «справними, але м'якими». Нік Вудс із AllGame написав: «Якщо вам подобаються стратегії та рольові ігри, Age of Wonders варта придбання», він дав їй три з половиною зірки з п'яти. Однак Джейсон Ламберт з GameZone дав їй 6,3 з 10, написавши: «Невеликі недоліки та роздратування зробили цю гру трохи меншою, ніж очікувалося. Якщо ви хочете пограти у щось інше, ніж у Heroes of Might and Magic, Warlords або нову Disciples, тоді ви можете спробувати цю гру. Якщо ви задоволені тим, у що зараз граєте, тоді заощадьте гроші та купіть мамі різдвяний подарунок». Грег Ведерман з NextGen написав, що «Age of Wonders є однією з найкращих ігор року».
Гра розійшлася тиражем у 20 975 копій до квітня 2000 року і 71 000 копій до жовтня 2001 року. Глобальні продажі досягли приблизно 200 000 одиниць до березня 2001 року. У той час PC Player зазначив, що Age of Wonders «можливо не була однією з найбільш продаваних ігор в історії», але її комерційні показники були достатніми, щоб виправдати продовження серії.
PC Gamer US і CNET Gamecenter висунули гру на нагороду «Найкраща покрокова стратегічна гра» 1999 року, обидві з яких зрештою дісталися грі Sid Meier's Alpha Centauri. Співробітники написали, що колишня гра «взяла набридлу тему, засновану на фентезі, яку ми бачили знову і знову, і вдихнула в неї нове життя».

## Спадщина
Серія ігор Age of Wonders має чотири продовження: Age of Wonders II: The Wizard's Throne, Age of Wonders: Shadow Magic, Age of Wonders III, та Age of Wonders 4. Age of Wonders: Planetfall на відміну від них має науково-фантастичну тематику, проте поділяє ті самі основи ігрового процесу.

### Ігрові моди
Age of Wonders постачалася з базовою утилітою для редагування мап під назвою «AoWEd», яка дозволяє гравцям створювати власні сценарії або редагувати існуючі, включені в гру. Розробники сценаріїв (також їх називають «мапотворці» (en. mapmakers)) мали змогу створювати мапи з різноманітними історіями з власної уяви або вони просто черпали натхнення з класичних фантастичних світів, таких як світ Толкіна, Dungeons & Dragons чи тощо. Багато з таких ретельно розроблених сценаріїв рекламувалися як кращі, ніж ті, що постачалися з грою. Розробники сценаріїв, які активно використовують AoWEd для створення нових сценаріїв, означали, що гравцям майже ніколи не бракувало нових мап, які можна випробувати та задовольнитися грою. Створені на замовлення сценарії також часто використовувалися в багатокористувацьких турнірах/турнірах електронною поштою. Таким чином, утиліта AoWEd значною мірою відповідала за розваги шанувальників гри до виходу продовження.
AoWEd також використовувався для створення мап для безкоштовної багатокористувацької онлайн-гри Battlemaster. Перший випущений мод був відомий під назвою Warlock's Ruleset, на честь гравця, який його створив. Мод змінив деякі внутрішньоігрові ціни та додав нових бійців та нові структури. Після випадкового випуску редактора розробника (відомого як DevEd) спільнота фанів (зокрема, у HeavenGames) розробила багато інших модів, включаючи дуже популярні «Lighthawk Rules». Однак є деякі аспекти гри, які можна змінити лише за допомогою шістнадцяткового редактора.